# Antiche unità di misura del circondario di Caltanissetta
Sono qui riportate le conversioni tra le antiche unità di misura in uso nel circondario di Caltanissetta e il sistema metrico decimale, così come stabilite ufficialmente nel 1877; non si riportano le unità di misura e di peso stabilite con la riforma del 1809, rese uniformi nell'intero Regno di Sicilia.
Nonostante l'apparente precisione nelle tavole, in molti casi è necessario considerare che i campioni utilizzati erano di fattura approssimativa o discordanti tra loro.

## Misure di lunghezza
Nel 1877 sono indicate in uso solo le unità ufficiali del 1809.

## Misure di superficie
Nel 1877, oltre alle unità ufficiali del 1809, sono indicate in uso alcune misure abusive.
| Comuni                                                        | Denominazione | Valore   | Unità |
| ------------------------------------------------------------- | ------------- | -------- | ----- |
| Caltanissetta                                                 | Salma         | 43398,41 | m²    |
| Caltanissetta                                                 | Tomolo        | 2712,40  | m²    |
| Acquaviva Platani, Bompensiere Naduri, Marianopoli, Mussomeli | Salma         | 33912,25 | m²    |
| Acquaviva Platani, Bompensiere Naduri, Marianopoli, Mussomeli | Tomolo        | 2119,52  | m²    |
| Campofranco, Montedoro, Mussomeli                             | Salma         | 37784,95 | m²    |
| Campofranco, Montedoro, Mussomeli                             | Tomolo        | 2361,56  | m²    |
| Delia                                                         | Salma         | 38999,98 | m²    |
| Delia                                                         | Tomolo        | 2437,50  | m²    |
| San Cataldo, Serradifalco                                     | Salma         | 43558,40 | m²    |
| San Cataldo, Serradifalco                                     | Tomolo        | 2722,40  | m²    |
| Santa Caterina Villarmosa, Sommatino                          | Salma         | 34297,43 | m²    |
| Santa Caterina Villarmosa, Sommatino                          | Tomolo        | 2143,59  | m²    |
| Sutera                                                        | Salma         | 39108,31 | m²    |
| Sutera                                                        | Tomolo        | 2444,27  | m²    |
| Vallelunga, Villalba                                          | Salma         | 22310,91 | m²    |
| Vallelunga, Villalba                                          | Tomolo        | 1394,43  | m²    |

La salma abusiva si divide in 16 tomoli.
Il tomolo di Caltanisselta ha per lato la corda di canne 25 e palmi 3 5/8 aboliti di Palermo.
Il tomolo di Acquaviva, la corda di canne 22 1/2 abolite di Palermo.
Il tomolo di Campofranco, la corda di canne 23 e palmi 6 aboliti di Palermo.
Il tomolo di Delia è di canne quadrate abolite di Girgenti 562 1/2.
Il tomolo di S. Cataldo ha per lato la corda di canne 25 1/2 abolite di Palermo.
Il tomolo di S. Caterina Villarmosa, è di 512 canne quadrate abolite di Palermo.
Il tomolo di Sutera ha per lato la corda di canne 23 e palmi 6 aboliti di Girgenti.
Il tomolo di Vallelunga, la corda di canne 18 e palmi 2 aboliti di Palermo.

## Misure di volume
Nel 1877 sono indicate in uso solo le unità ufficiali del 1809.

## Misure di capacità per gli aridi
Nel 1877, oltre alle unità ufficiali del 1809, sono indicate in uso alcune misure abusive.
| Comuni                                   | Denominazione                          | Valore   | Unità |
| ---------------------------------------- | -------------------------------------- | -------- | ----- |
| Tutti i comuni                           | Salma per orzi, legumi e frutte secche | 343,8611 | L     |
| Caltanissetta                            | Salma per mandorle                     | 773,6874 | L     |
| Santa Caterina Villarmosa, Caltanissetta | Salma per fave                         | 386,8437 | L     |
| Vallelunga, Marianopoli                  | Salma per fave                         | 412,6333 | L     |

Negli usi di consuetudine locale la salma si considera divisa in 16 tomoli.
La salma abusiva per orzi e legumi usata in tutti i comuni del circondario è di 20 tomoli rasi.
La salma per mandorle di Caltanisselta è di 45 tomoli rasi.
La salma per fave di S. Caterina è di tomoli rasi 22 1/2.
La salma per fave di Vallelunga è di 24 tomoli rasi.

## Misure di capacità per i liquidi
Nel 1877, oltre alle unità ufficiali del 1809, sono indicate in uso alcune misure abusive.
| Comuni                                   | Denominazione   | Valore    | Unità |
| ---------------------------------------- | --------------- | --------- | ----- |
| Caltanissetta, San Cataldo, Serradifalco | Salma           | 275,0888  | L     |
| Acquaviva Platani                        | Botte           | 618,9499  | L     |
| Bompensiere Naduri                       | Botte           | 550,1777  | L     |
| Campofranco                              | Botte per mosto | 1031,5832 | L     |
| Campofranco                              | Botte per vino  | 687,7221  | L     |
| Delia                                    | Botte per mosto | 515,7916  | L     |
| Delia                                    | Botte per vino  | 481,4055  | L     |
| Marianopoli                              | Salma per vino  | 220,0711  | L     |
| Montedoro                                | Botte           | 550,1777  | L     |
| Mussomeli                                | Botte           | 618,9499  | L     |
| Resuttano                                | Botte per mosto | 687,7221  | L     |
| Resuttano                                | Botte per vino  | 515,7916  | L     |
| Santa Caterina Villarmosa                | Salma per mosto | 137,5444  | L     |
| Santa Caterina Villarmosa                | Salma per vino  | 110,0355  | L     |
| Sommatino                                | Botte per mosto | 722,1082  | L     |
| Sommatino                                | Botte per vino  | 687,7221  | L     |
| Sutera                                   | Botte           | 1031,5832 | L     |
| Vallelunga, Villalba                     | Botte           | 515,7916  | L     |

La salma di Caltanissetta si divide in 16 lancelle, la lancella in 20 quartucci legali.
La botte di Acquaviva Platani si divide in 12 quartare, la quartara in 60 quartucci legali.
La botte di Bompensiere Naduri si divide in 16 barili, il barile in 4 lancelle, la lancella in 10 quartucci legali.
La botte per mosto di Campofranco e la botte per vino si dividono in 10 quartare, la quartara da mosto e la quartara da vino in 4 lancelle, la lancella in 2 mezze, la mezza da mosto in 15 quartucci legali,
la mezza da vino in 10 quartucci legali.
La botte per mosto e la botte per vino di Delia si dividono in 40 lancelle, la lancella per mosto in 15 quartucci legali, la lancella per vino in 14 quartucci legali.
La salma per vino di Marianopoli si divide in 16 lancelle, la lancella in 16 quartucci legali.
La botte di Montedoro si divide in 32 Lancelle, la lancella in 20 quartucci legali.
La botte di Mussomeli si divide in 12 quartare, la quartara in 3 lancelle, la lancella in 2 mezze, la mezza in 10 quartucci legali.
La botte per mosto di Resuttano si divide in 10 quartare, la quartara por mosto in 8 lancelle. La botte per vino di Resuttano si divide in 60 lancelle. La lancella è di 10 quartucci legali.
La salma per mosto e la salma per vino di S. Caterina si dividono in 16 lancelle, la lancella per mosto in 10 quartucci legali. La lancella per vino in 8 quartucci legali.
La botte per mosto e la botte per vino di Sommatino si dividono in 8 carichi. Il carico per mosto in 105 quartucci legali, il carico per vino in 100 quartucci legali.
La botte di Sutera si divide in 10 quartare, la quartara in 120 quartucci legali.
La botte di Vallelunga si divide in 6 carichi, il carico in 10 lancelle, la lancella in 10 quartucci legali.
| Comuni | Denominazione                    | Valore    | Unità |
| --- | -------------------------------- | --------- | ----- |
| Caltanissetta, Acquaviva Platani, Delia, Campofranco, Marianopoli, Montedoro, Messomeli, Besuttano, Santa Caterina Villarmosa, Serradifalco, Sutera, Vallelunga, Villalba | Cafiso di rotoli 10 = 7,934 kg   | 8,596527  | L     |
| San Cataldo | Cafiso di rotoli 100 = 79,342 kg | 85,965265 | L     |
| Sommatino | Cafiso di rotoli 20 = 15,868 kg  | 17,193053 | L     |

## Pesi
Nel 1877, oltre alle unità ufficiali del 1809, sono indicate in uso alcune misure abusive.
| Comuni         | Denominazione            | Valore    | Unità |
| -------------- | ------------------------ | --------- | ----- |
| Tutti i comuni | Rotolo                   | 793,420   | g     |
| Tutti i comuni | Oncia grossa             | 66,118333 | g     |
| Tutti i comuni | Trappeso per gli orefici | 0,881578  | g     |

Il rotolo legale diviso in 30 once alla sottile e l'oncia in 4 quarte, è il peso usato abitualmente ed è denominato peso alla sottile nei comuni di Caltanissetta, Bompensiere Naduri, Campofranco, Montedoro, S. Cataldo, S. Caterina Villarmosa, Villalba.
Cento rotoli fanno il cantaro.
Nella consuetudine locale il rotolo si divide pure in 12 once alla grossa.
La libbra mercantile si usa egualmente dai farmacisti e dagli orefici. Gli orefici dividono la libbra in 12 once, l'oncia in 30 trappesi, il trappeso in 16 cocci o denari.

## Territorio
Nel 1874 nel circondario di Caltanissetta erano presenti 15 comuni divisi in 7 mandamenti.
- Caltanissetta • Caltanissetta
- Mussomeli • Acquaviva Platani, Campofranco, Mussomeli, Sutera
- San Cataldo • San Cataldo
- Santa Caterina Villarmosa • Resuttano, Santa Caterina Villarmosa
- Serradifalco • Montedoro, Serradifalco
- Sommatino • Delia, Sommatino
- Villalba • Marianopoli, Vallelunga Pratameno, Villalba

Il comune di Bompensiere Naduri fu aggregato a Montedoro nel 1868.